# エチオピア大飢饉
エチオピア大飢饉（エチオピアだいききん）は、エチオピアで幾度も発生した飢餓の総称である。

## 歴史
記録が残っているだけで9世紀まで遡ることが出来る。
1540年から1742年に至るまで、少なくとも10回の大飢饉が発生した。
1888年から1892年までに起きた「Great Ethiopian Famine」では国民の3分の1が餓死したという。
1972年から1973年にかけて発生し、約20万人が餓死した。
1984年から1985年にかけて発生し、約100万人が餓死した（エチオピア飢饉 (1983年-1985年)）。